# Ипиранга (футбольный клуб, Макапа)
«Ипира́нга» (порт.-браз. Ypiranga Clube) — бразильский футбольный клуб, представляющий город Макапа штата Амапа. В 2021 году клуб выступал в Серии D Бразилии (не сумел преодолеть первый групповой этап).

## История
Клуб основан 15 мая 1963 года, домашние матчи проводит на арене «Зеран», вмещающей 10 000 зрителей. В чемпионате штата Амапа клуб побеждал 10 раз, и по этому показателю делит второе место с «Амапой» по числу выигранных региональных титулов.
В серии C Бразилии «Ипиранга» провела в общей сложности пять сезонов, лучший результат — 7-е место в 2001 году.
В Кубке Бразилии команда принимала участие восемь раз, но ни разу не пробивалась дальше 1/16 финала.
В 2013 году клуб дебютировал в серии D чемпионата Бразилии и занял 37-е место из 40 команд. Всего провёл в Серии D четыре сезона.

## Достижения
- Чемпион Лиги Амапаенсе (10): 1976, 1992, 1994, 1997, 1999, 2002, 2003, 2004, 2018, 2020